# 보수 (고용)
보수(報酬)는 노동의 대가로 제공되는 금전 또는 보상을 의미한다.(기부 등과는 구별)
고용 관계에 있는 자에게는 급여 · 임금 등라고 불리며 이외에도 종속적인 노동에 맞지 않는 사업 소득 또는 잡소득에 해당하는 보상도 존재한다.

## 유형
보수는 다음을 포함할 수 있다:
- 수수료
- 온라인 광고와 디지털 마케팅의 보상법
- 복리 후생
- 종업원지주(우리사주)
- 경영자 보상
  - 이연지급제
- 급여
  - 성과 연관 인센티브
- 임금